# Die nackten Füße Nicaraguas
Die nackten Füße Nicaraguas ist ein westdeutscher Dokumentarfilm von 1983 über die ehemalige Weserfähre Gröpeln, die 1982 vom Bremer Senat dem nicaraguanischen Dichter und Kulturminister Ernesto Cardenal zum Geschenk gemacht wurde. Die Dreharbeiten endeten in einem Unglück, als das Filmteam am 24. Mai 1983 auf dem Río San Juan von Mitgliedern der Contra-Gruppierung ARDE unter Führung von Edén Pastora Gómez beschossen und teilweise schwer verletzt wurde.

## Weitere technische Daten
- Ton: Ulrike Hilgers, Manfred Vosz, Franz Lehmkuhl
- Grafiken und Tricktechnik: Jürgen Kuhfuß
- Filmfotografie, Organisation: Heidrun Lotz
- Format: 16-mm-Film, Farbe
- Erstaufführung: 12. November 1983, Duisburger Filmwoche

## Handlung, erster Teil 1982
Die ehemalige Weserfähre Gröpeln wird vom Kapitän des von Hapag-Lloyd gecharterten Egon-Oldendorff-Stückgutschiffs Globe Trader offenbar im Oktober 1982 auf der Reede von Bluefields an die nicaraguanischen Behörden übergeben. Die Gröpeln war bisher im Fährverkehr zwischen Lankenau und Gröpelingen im Einsatz gewesen. Nun soll sie eine ständige Verbindung zwischen den Solentiname-Inseln auf dem Nicaraguasee und dem Hafen von San Carlos herstellen. Dazu muss sie über den Río San Juan in den Nicaraguasee gebracht werden. Da der Wasserstand des Flusses in der Trockenzeit noch zu niedrig ist, wird die Gröpeln zuerst im Seeverkehr an der Miskitoküste eingesetzt.
Das Filmteam besucht die Hauptstadt Managua und reist von Granada aus per Boot zu den Solentiname-Inseln, auf denen die Gröpeln später zum Einsatz kommen soll. Es interviewt die Mutter von Elvis Chavarría, der im Oktober 1977 während der Nicaraguanischen Revolution in San Carlos von einem Gericht zum Tode verurteilt und von der Nationalgarde hingerichtet wurde. Auch wird ein Interview mit Ernesto Cardenal geführt, in dem allerdings auf die Gröpeln nicht eingegangen wird.
Aufgrund der beginnenden Regenzeit scheint der richtige Zeitpunkt gekommen, mit der Gröpeln in den San Juan einzulaufen. Unter der Führung von Kapitän Damasco Lopez und dem Krabbenfischer Harry Simmons als Lotse wird das Boot von Bluefields entlang der Karibikküste in die Bucht von San Juan del Norte überführt. Mit Hilfe eines einheimischen Lotsen gelingt es, die Barre zwischen Atlantik und dem Fluss zu überwinden. Seit 1908 ist kein Boot von der Größe der Gröpeln mehr in den San Juan eingelaufen. Das Filmteam besucht San Juan del Norte und findet Artefakte aus der Zeit, als die Stadt vor dem Ersten Weltkrieg eine Boomtown war. Es interviewt den 86 Jahre alten Miguel Torres, der aus dieser Epoche berichtet. Unter Verwendung von zeitgenössischen Bildern und Fotos wird den Zuschauern erklärt, dass die USA seinerzeit den Bau eines Nicaraguakanals verhinderten haben, um die Konkurrenz zu ihrem eigenen Projekt des Panamakanals auszuschalten. Die Gröpeln wird von den Schülern San Juan del Nortes besucht, die noch nie ein Schiff dieser Größe gesehen haben.
Die Weiterfahrt auf dem Fluss wird ständig durch die starke Strömung und Untiefen behindert. Entlang des Flusses interviewt das Filmteam Anwohner und befragt sie über ihre Lebensumstände, so Mitglieder einer Landwirtschaftskooperative und eine Frauenaktivistin, die sich früh für die Revolution eingesetzt hat. Die Kooperative will auch in die Schokoladenproduktion einsteigen, da ihr aus der Schweiz einige Milchkühe geschenkt wurden. Doch gibt es weder eine Kühlanlage für die Milch noch Verpackungsmaterial für Schokolade. Auch wird eine Reisplantage besichtigt, die früher Eigentum des Somoza-Clans war.
Die Fahrt mit der Gröpeln kommt nur langsam voran. Teilweise ist die Fahrrinne so eng, dass die Zweige der Uferbewaldung gegen den Rumpf und die Aufbauten des Bootes schlagen. An Bord befinden sich nun auch Soldaten des Sandinistischen Volksheeres, um das Boot vor Überfällen der Contra-Organisation ARDE von Edén Pastora Gómez zu schützen. Die Soldaten kochen für sich, die Besatzung und das Filmteam eine Fischsuppe à la Bluefields mit geraspelter Kokosnuss, Yucca und grünen Bananen.
Trotz eines eigens aus San Carlos herangeschafften Schleppers kommt die Gröpeln oberhalb der alten Festung El Castillo, die schon einmal kurzfristig von dem jungen Horatio Nelson erobert worden war, fest. Vor Beginn der nächsten Regenzeit sind alle Bemühungen, dass Boot über die Sandbänke zu schleppen, aussichtslos. Daher bricht auch das Kamerateam die Dreharbeiten vier Tage vor Weihnachten 1982 ab. Das Boot bleibt unter militärischer Bewachung vor Ort.

## Handlung, zweiter Teil 1983
Vor dem Beginn der neuen Regenzeit hat sich der Contra-Krieg intensiviert. In diesem Kontext wird die Gröpeln im Mai 1983 von ARDE-Guerilleros beschossen und schwer beschädigt. Kameramann Valentin Schwab, Heidrun Lotz und das medico-international-Mitglied Walter Schütz versuchen Mitte Mai, das Wrack in Augenschein zu nehmen. Trotz Warnungen der örtlichen Militärs begeben sie sich per Boot in das Kriegsgebiet. Dabei werden sie am 24. Mai von ARDE-Mitgliedern vier Stunden lang beschossen und teilweise schwer verletzt. Sie werden von den Guerilleros, nachdem ihre westdeutsche Identität geklärt ist, nach Costa Rica transportiert, wo Heidrun Lotz, die bei dem Angriff ein Auge verloren hat, in einem Krankenhaus in der Hauptstadt San José behandelt wird. Sie wird später offenbar in einem Düsseldorfer Krankenhaus zu dem Überfall interviewt. Da die ARDE-Mitglieder das Filmmaterial beschlagnahmten, existieren nur Filmaufnahmen von der Anreise, die ohne Ton aufgenommen wurden. Einmontiert ist ein kurzer, nicht gekennzeichneter Tagesschau-Ausschnitt, in dem der Vorgang referiert wird.
An der Grenze zu Honduras ist der junge Hauptmann der Grenztruppen Laureano Mairena aus San Carlos im Kampf gegen die Contras gefallen. Er war Mitglied der Gemeinde auf Solentiname. An der Trauerfeier in seiner Heimatstadt nimmt auch der Schriftsteller und Politiker Sergio Ramírez teil, der den Terrorismus der Contras kritisiert und den US-Imperialismus für den Tod des Jungen verantwortlich macht. Zum Abschluss der Trauerfeier wird die sandinistische Hymne gesungen. Der Film blendet mit der schwarz-roten Flagge der Frente Sandinista ab.

## Musikeinsatz
Neben Titeln der chilenischen Gruppe Inti-Illimani kommen wiederholt zwei Kompositionen der bis heute in Nicaragua populären Band Dimension Costeña (früher Grupo Gamma) aus Bluefields zum Einsatz; Bluefields Express und Mayaya Lasinki.

## Produktionsgeschichte
1994 drehte der Bremer Journalist Gerhard Widmer unter dem Titel Die Akte Gröpeln – Spurensuche zur Solidaritätsbewegung in Nicaragua für Radio Bremen eine Fernsehdokumentation über das Schicksal der Fähre, wobei auch Einzelheiten der Filmproduktion bekannt wurden. Dabei stellte sich heraus, dass Cardenal über das Geschenk nicht informiert gewesen war und die angebliche Bitte Cardenals um ein Schiff für den Nicaraguasee von einem technischen Berater der GTZ mit einem Blankobogen des nicaraguanischen Kulturministeriums verfasst worden war. Auch wurde deutlich, dass die Gröpeln aufgrund ihrer Bauart für den Einsatz auf dem Nicaraguasee in keiner Weise geeignet war. Henning Scherf, der das Projekt maßgeblich gefördert hatte, bezeichnete in einem Interviewausschnitt die Fähre als „alten Schrottkahn“, der sonst wahrscheinlich sofort abgewrackt worden wäre, da sich kein Interessent für das Boot gefunden hatte.

## Das Endschicksal derGröpeln
Nachdem die Gröpeln Ende der 1980er-Jahre mit westdeutscher Hilfe wiederhergestellt worden war, lag sie gut 20 Jahre unbenutzt in Granada, bis sie offenbar um 2010 auf der Werft El Diamante verschrottet wurde. Der Stahlschrott wurde nach einem Bericht der Tageszeitung La Prensa für die Herstellung von Kochtöpfen verwendet.

## Überlieferung
Der Film wurde bisher (Stand 2015) weder auf Video noch DVD ediert.